# 哈爾圖蘭國家公園
36°30′00″N 55°30′00″E / 36.5000°N 55.50000°E

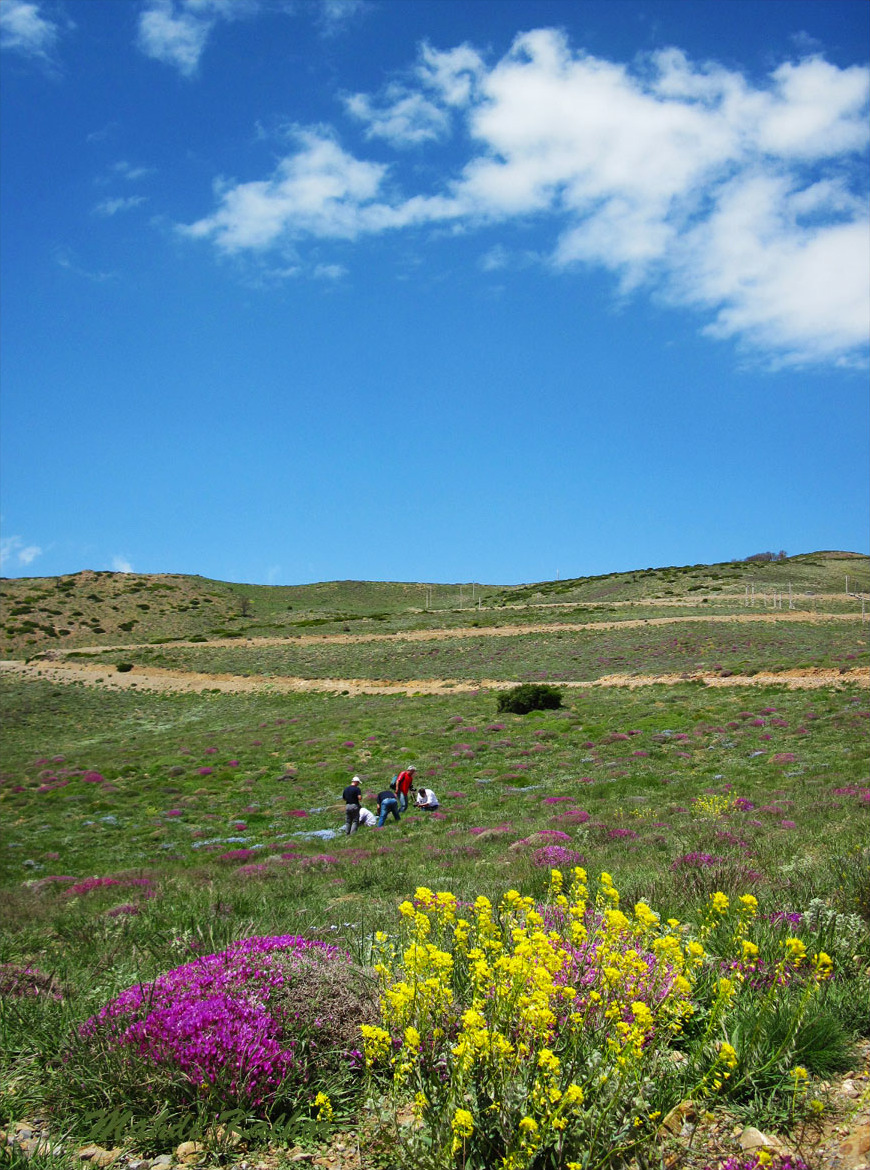

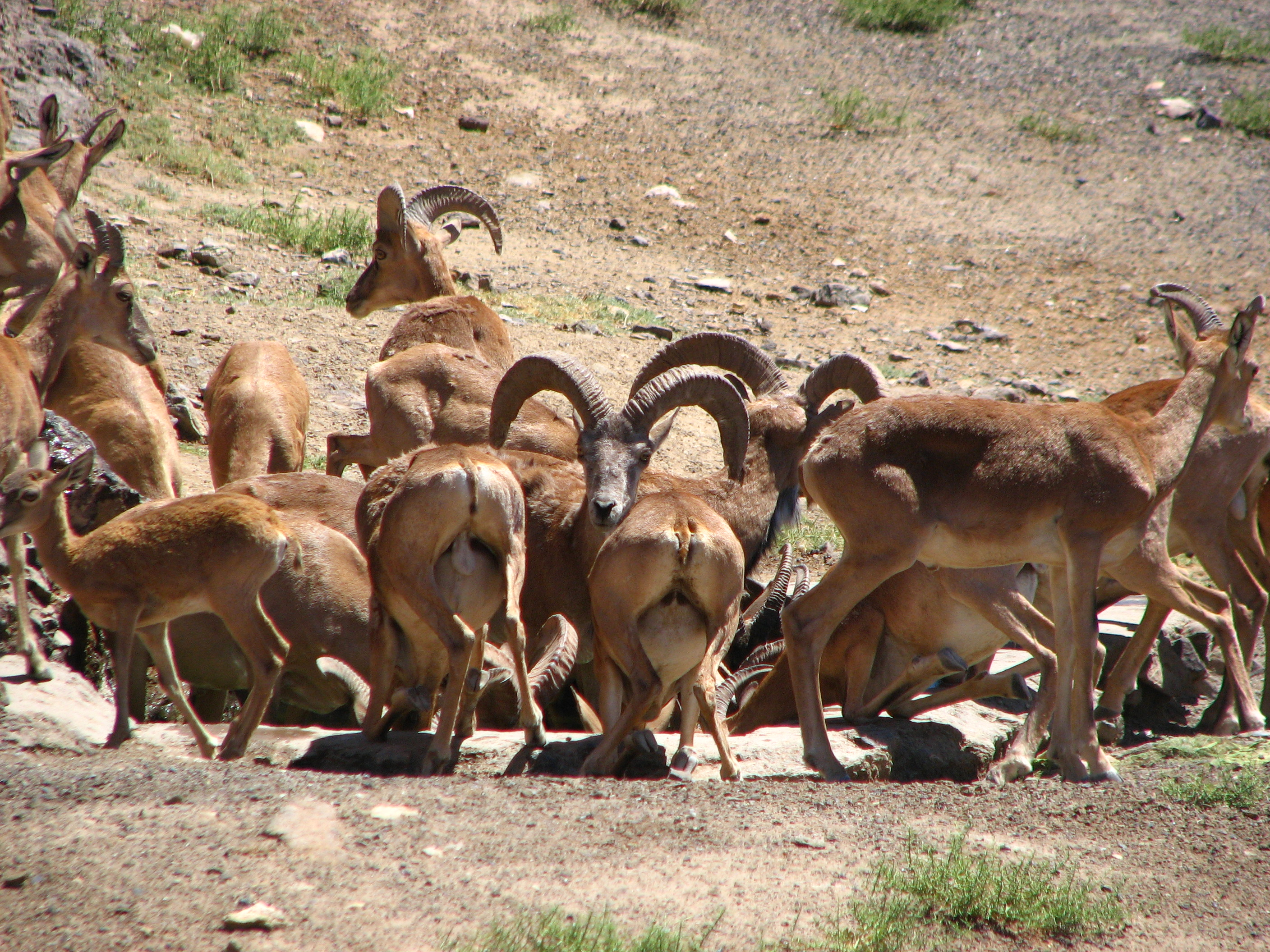

哈爾圖蘭國家公園是伊朗的國家公園，位於該國北部塞姆南省，處於沙赫魯德東南部，面積14,000平方公里，有波斯野驢、鵝喉羚、印度瞪羚等野生動物棲息。